# 全国クラブラグビーフットボール大会
全国クラブラグビーフットボール大会（ぜんこくクラブラグビーフットボールたいかい）は、1月から2月にかけて日本ラグビーフットボール協会が主催する、クラブチーム日本一を争うラグビーユニオンのトーナメント戦である。略して「全国クラブ大会」とも言う。

## 概要
ラグビー先進国ではクラブが主流であるのに比べ、日本のラグビー発展は高校・大学など教育機関が主流だった。
しかし、1993年（平成5年）までに、関東ラグビーフットボール協会に登録する三分の一が「クラブ」となり、チーム区分上では最大となっていた。このため関東ラグビーフットボール協会は、「各都道府県クラブ大会の充実」を掲げ、全国大会へとつなげる意義付けを持つようになった。そのような背景から、同年に第1回全国クラブラグビーフットボール大会が開催された。
トーナメント勝ち抜き方式で行われるが、出場チーム数は、開催年により増減がある。2023年・2024年は12チームが出場。

## 下位大会
各地域協会の予選大会を経て、かつ地域協会の推薦を得て選出される。代表チームを選出できない場合には、日本ラグビーフットボール協会クラブ部門において選定する。選出の基準となる主なリーグは以下の通り。
- 関東ラグビーフットボール協会 ： 東日本トップクラブリーグDivision1
- 関西ラグビーフットボール協会 ： 近畿クラブリーグカテゴリーA、東海社会人Aリーグ、全国クラブ大会中国四国代表予選大会
- 九州ラグビーフットボール協会 ： 九州トップクラブリーグ

## 出場チーム数
- 第1回（1993年）は4チームにより2日間開催[3]。3つの地域協会から1チームずつと、持ち回り開催地の協会（この回は関東協会）からもう1チーム。イワサキクラブ（茨城）、高麗（東京）、チョンリマ（大阪）、吉四六（大分）が出場した[6]。
- 2004年から2009年までは8チーム[2][7][8][9][10][11]、2010年から2013年までは6チーム[12][13][14][15]、2014年は15チーム[16]、2015年から2019年まで13チーム[17][18][19][20][21]が出場している。
- ワールドカップ2019の盛り上がりを受けた2020年は、過去最多16チームで開催した[22]。
- 新型コロナウイルス感染症の流行により、2021年は9チームと少なめに開催予定を立てたが、うち4チームが開催前に辞退。5チームで開催するも、さらに片方または両チームが出場できなくなる試合が続いた[23]。2022年は13チームで開催予定のところ、3チームが開催日までに辞退した[24]。
- 2023年・2024年は12チームで開催[25][26]。

## 会場
2024年開催の大会会場は、以下の通り。
- 1回戦 - 熊谷ラグビー場、黒崎播磨陸上競技場 in HONJO（2024年1月7日）
- 2回戦 - 鶴見緑地球技場、黒崎播磨陸上競技場 in HONJO（2024年1月21日）
- 準決勝 - パロマ瑞穂ラグビー場（2024年2月4日）
- 決勝 - 熊谷ラグビー場Aグラウンド（2024年2月18日）

## 歴史
1993年から開催。第1回大会決勝はイワサキクラブ（茨城）と千里馬クラブ（大阪）が対戦し、イワサキクラブが初代クラブチャンピオンに輝く。
第6回（1999年）までは、3地域協会の持ち回りで会場を設定していた。第8回（2001年）は、決勝戦以外を沖縄県総合運動公園で実施、沖縄で全国大会を開催するのは日本ラグビー史上初のことだった。第7回（2000年）から第20回（2013年）までの決勝戦は、秩父宮ラグビー場で実施。
2003年から2013年までの優勝チームは日本選手権への出場権を得て、大学選手権の優勝チームと1回戦で対戦していた。
2009年は、東日本トップクラブリーグ（TCL）、関西クラブトップリーグ（CTL、2015年からは近畿クラブリーグ）、九州トップクラブリーグ（TCL）の各優勝チーム及び前年度上位3チームが所属するリーグの成績上位チームの合計6チームで行われた。
2010年は東日本トップクラブリーグの上位3チーム、関西クラブトップリーグの上位2チーム及び九州トップクラブリーグの優勝チームで行われた。
2021年決勝は、同点により神奈川タマリバクラブと愛知教員クラブの両チーム優勝となった。

## 歴代決勝記録
| 回数 | 試合日        | 優勝チーム                          | 優 勝 回 数 | スコア | 準優勝チーム           | グラウンド        | 備考                        |
| ---- | ------------- | ----------------------------------- | ----------- | ------ | ---------------------- | ----------------- | --------------------------- |
| 1    | 1993年11月7日 | イワサキクラブ                      | 初          | 24－10 | 千里馬クラブ           | 熊谷ラグビー場    | [ 6 ]                       |
| 2    | 1995年1月4日  | イワサキクラブ                      | 2           | 25－14 | 六甲クラブ             | 北九州本城        | [ 28 ]                      |
| 3    | 1996年1月4日  | 六甲クラブ                          | 初          | 89－12 | 吉四六クラブ           | 岡山美作          | [ 29 ]                      |
| 4    | 1997年1月4日  | 六甲クラブ                          | 2           | 25－15 | 千里馬クラブ           | いわき陸上        | [ 30 ]                      |
| 5    | 1998年1月4日  | 三洋クラブ                          | 初          | 32－31 | 曼荼羅クラブ           | 熊本八代          | [ 31 ]                      |
| 6    | 1999年1月3日  | 曼荼羅クラブ                        | 初          | 54－5  | 三洋クラブ             | 岡山美作          | [ 32 ]                      |
| 7    | 2000年1月23日 | 六甲クラブ                          | 3           | 57－33 | 曼荼羅クラブ           | 秩父宮ラグビー場  | [ 33 ]                      |
| 8    | 2001年1月14日 | 曼荼羅クラブ                        | 2           | 42－10 | 六甲クラブ             | 秩父宮ラグビー場  | [ 27 ]                      |
| 9    | 2002年1月6日  | タマリバクラブ                      | 初          | 40－10 | 北海道バーバリアンズ   | 秩父宮ラグビー場  | [ 34 ]                      |
| 10   | 2003年1月19日 | 曼荼羅クラブ                        | 3           | 39－7  | 六甲クラブ             | 秩父宮ラグビー場  | [ 35 ]                      |
| 11   | 2004年1月18日 | タマリバクラブ                      | 2           | 90－22 | 六甲クラブ             | 秩父宮ラグビー場  | [ 36 ]                      |
| 12   | 2005年1月30日 | タマリバクラブ                      | 3           | 82－26 | 六甲クラブ             | 秩父宮ラグビー場  | [ 37 ]                      |
| 13   | 2006年1月29日 | タマリバクラブ                      | 4           | 10－3  | 北海道バーバリアンズ   | 秩父宮ラグビー場  | [ 38 ] [ 39 ]               |
| 14   | 2007年1月28日 | タマリバクラブ                      | 5           | 69－7  | 北海道バーバリアンズ   | 秩父宮ラグビー場  | [ 40 ] [ 41 ] [ 42 ] [ 43 ] |
| 15   | 2008年2月17日 | タマリバクラブ                      | 6           | 21－0  | 六甲クラブ             | 秩父宮ラグビー場  | [ 44 ] [ 45 ] [ 46 ]        |
| 16   | 2009年2月1日  | タマリバクラブ                      | 7           | 64－17 | 駒場WMM                | 秩父宮ラグビー場  | [ 47 ] [ 48 ]               |
| 17   | 2010年1月24日 | 六甲ファイティングブル              | 4           | 38－15 | 駒場WMM                | 秩父宮ラグビー場  | [ 49 ] [ 50 ] [ 51 ] [ 52 ] |
| 18   | 2011年1月23日 | タマリバクラブ                      | 8           | 24－22 | 北海道バーバリアンズ   | 秩父宮ラグビー場  | [ 53 ] [ 54 ]               |
| 19   | 2012年1月29日 | 六甲ファイティングブル              | 5           | 34－12 | タマリバクラブ         | 秩父宮ラグビー場  | [ 55 ] [ 56 ]               |
| 20   | 2013年1月20日 | 六甲ファイティングブル              | 6           | 49－0  | 北海道バーバリアンズ   | 秩父宮ラグビー場  | [ 57 ]                      |
| 21   | 2014年3月2日  | 北海道バーバリアンズ                | 初          | 38－19 | 名古屋クラブ           | 花園ラグビー場第2 | [ 58 ] [ 59 ] [ 60 ]        |
| 22   | 2015年3月1日  | 神奈川タマリバクラブ                | 9           | 14－10 | 北海道バーバリアンズ   | 熊谷ラグビー場    | [ 61 ] [ 62 ] [ 63 ] [ 64 ] |
| 23   | 2016年2月21日 | 神奈川タマリバクラブ                | 10          | 41－14 | 北海道バーバリアンズ   | 熊谷ラグビー場    | [ 65 ] [ 66 ]               |
| 24   | 2017年2月19日 | 北海道バーバリアンズ                | 2           | 41－31 | 神奈川タマリバクラブ   | 瑞穂ラグビー場    | [ 67 ] [ 68 ]               |
| 25   | 2018年2月18日 | 北海道バーバリアンズ                | 3           | 25－10 | 六甲ファイティングブル | 瑞穂ラグビー場    | [ 69 ] [ 70 ] [ 71 ]        |
| 26   | 2019年2月17日 | 北海道バーバリアンズ                | 4           | 29－21 | 神奈川タマリバクラブ   | 瑞穂ラグビー場    | [ 72 ]                      |
| 27   | 2020年2月16日 | ハーキュリーズ                      | 初          | 17－16 | 名古屋クラブ           | 瑞穂ラグビー場    | [ 73 ] [ 74 ] [ 75 ]        |
| 28   | 2021年2月21日 | 神奈川タマリバクラブ 愛知教員クラブ | 11 初       | 24－24 | 両チーム優勝           | 熊谷ラグビー場    | [ 76 ] [ 77 ]               |
| 29   | 2022年2月20日 | ハーキュリーズ                      | 2           | 19－15 | 愛知教員クラブ         | 熊谷ラグビー場    | [ 78 ] [ 79 ]               |
| 30   | 2023年2月19日 | ハーキュリーズ                      | 3           | 19－0  | 千里馬クラブ           | 熊谷ラグビー場    | [ 25 ] [ 80 ] [ 81 ]        |
| 31   | 2024年2月18日 | ハーキュリーズ                      | 4           | 28－16 | 神奈川タマリバクラブ   | 熊谷ラグビー場    | [ 82 ] [ 83 ] [ 26 ]        |
| 32   | 2025年2月16日 | 千里馬クラブ                        | 初          | 25－10 | 北海道バーバリアンズ   | 熊谷ラグビー場    | [ 84 ] [ 85 ] [ 86 ]        |